# بریتنی/بریتنی (گلی)

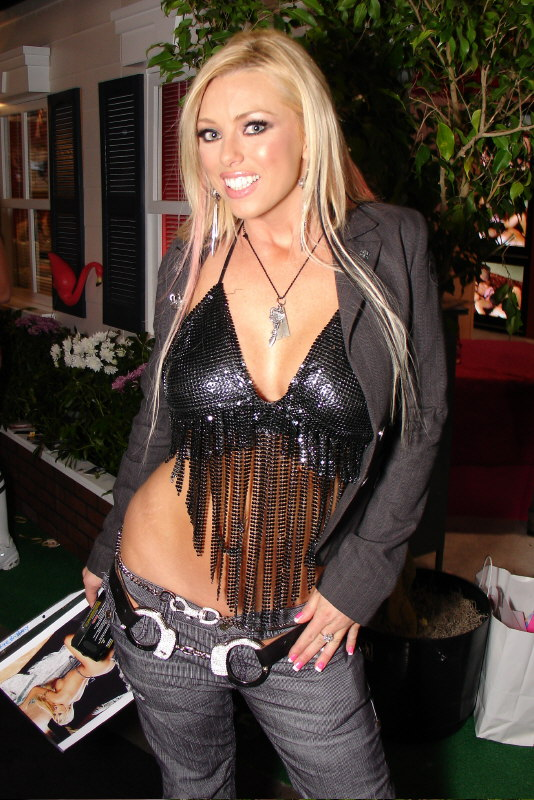

«بریتنی/بریتنی» (عنوان برای ترجمه آن در آمریکای لاتین و اسپانیا حفظ شده‌است) دومین قسمت از فصل دوم سریال تلویزیونی آمریکایی Glee است. این سریال به نویسندگی و کارگردانی رایان مورفی اولین بار در شبکه تلویزیونی فاکس در ۲۸ سپتامبر ۲۰۱۰ در ایالات متحده و در ۲۵ نوامبر در مکزیک در همان شبکه پخش شد.